# سفر مراثي إرميا
سفر مراثي إرميا (איכה ʾēḫā(h), Eikha) هو أحد أسفار التناخ والعهد القديم.
اسم هذا السفر بالعبرية «أيخا» ومعناه «كيف» وهي أول كلمة في السفر، وهو عبارة عن مجموعة خطابات رثاء تشبه الرثاء الذي نطق به داود توجعًا على شاول الملك، وابنه يوناثان لما سقطا على جبل جلبوع (2 صم 1: 17-27). و«مراثي أرميا» أحد أسفار العهد القديم وقد ورد في الكتاب المقدس بعد سفر أرميا ولكن نجده في الأصل العبراني في القسم الثالث من أسفار العهد القديم المسمى «كتوبيم» أو «الكتب» وقد ورد بعد الجامعة وقبل أستير.
ومما يجدر ملاحظته أن عدد أعداد كل من الإصحاحات 1 و2 و4 و5 هو 22 عددًا أما الإصحاح الثالث ففيه 22 عددًا * 3 أي 66 عددًا. ونعلم أن في اللغة العبرية اثنين وعشرين حرفًا. وأعداد الإصحاحات 1 و2 و4 تسير مرتبة بحسب حروف الأبجدية العبرية فالعدد الأول من الإصحاح يبدأ بكلمة أوله «أَليف» والثاني يبدأ بكلمة أولها حرف «بيت» والثالث يبدأ بكلمة أولها حرف «جيمل» وهلم جرا.
أما في الإصحاح الثالث فالثلاثة الأعداد الأولى تبدأ بكلمات أولها حرف «أَليف» والثلاثة الأعداد الثانية تبدأ بكلمات أولها حرف «بيت» والثلاثة الأعداد الثالثة تبدأ بكلمات أولها حرف «جيمل» وهلم جرا. أما الإصحاح الخامس فلا يسير في ترتيب أعداده على هذا النظام الأبجدي.
وموضوع هذا الرثاء هو غزو أورشليم وخرابها وخاصة خراب الهيكل الأول، والآلام المروعة المرعبة التي قاساها المدافعون عنها في وقت الحصار من جوع وسيف. ويعلن الرثاء في صراحة أن خطايا الشعب كانت سبب الكارثة الدهماء التي حلت به. فما نزل بأورشليم وما أصاب شعبها كان نتيجة حتمية للتمرد على الله وعصيانه. وقد أبدع الكاتب في وصف الحوادث أيّما إبداع بحيث يخيَّل للقارئ أنه يرى هذه الكوارث تقع بأورشليم أمام عينه. وقد اتفق النقاد على أن مراثي أرميا هي من أبدع وأروع ما كتب في العالم من رثاء.[بحاجة لمصدر] وقد يخيّل للقارئ أنها كلمات دبجتها أقلام من نار بمداد من دموع.[وفقًا لِمَن؟]

## الخلاف حول ان كان جزء من سفر ارميا
الفرق يكمن في ما إذا كان إرميا والمراثي يعتبران كتاباً واحداً أم كتابين.
على الرغم من أن مؤلف المراثي لم يذكر اسمه داخليًا، إلا أن التقليد القوي (بما في ذلك الترجمة السبعينية اليونانية والنسخة اللاتينية للانجيل) نسب أصله إلى إرميا. ويتناول كلا الكتابين الاضطرابات التي سبقت وبعد سقوط أورشليم وتدمير الهيكل الأول عام 586 ق.م.
[هوتبلوك]
ويرى بعض العلماء اتساقًا ملحوظًا بين الكتابين، ليس فقط في موضوعهما المشترك ولكن أيضًا في اللهجة والمفردات المتشابهة. ومع ذلك، يشير آخرون إلى الأسلوب الشعري للمراثي باعتباره مختلفًا تمامًا عن مزيج إرميا من التاريخ والسيرة والنبوة.
يقدم الكتاب المقدس الأمريكي الجديد، وهو الإصدار الأكثر استخدامًا من قبل الكاثوليك، الكتابين ككتابين منفصلين، وبالتالي يبلغ إجمالي عدد الكتب 73 كتابًا.

## التكوين

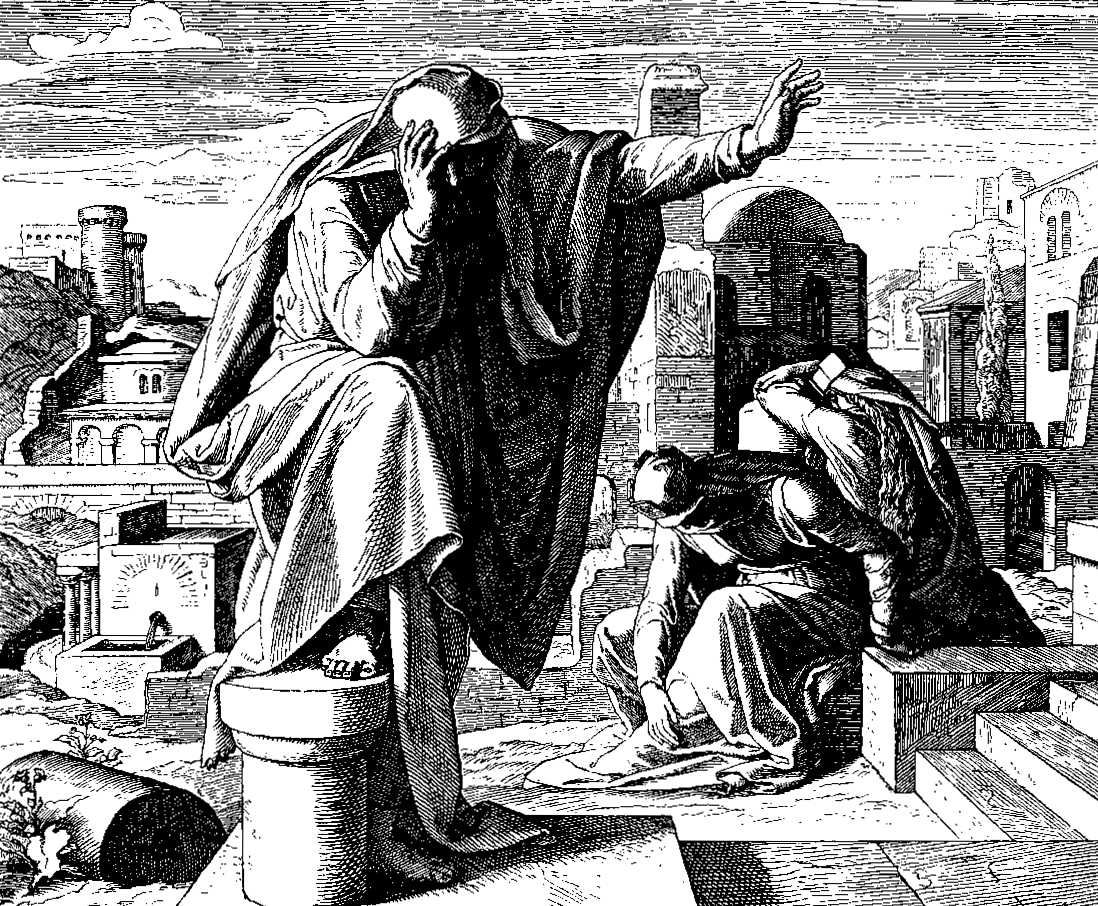
تم تصوير مراثي إرميا في هذا النقش الخشبي لعام 1860 لجوليوس شنور فون كارلسفيلد.

عادةً ما ينسب السفر إلى إرميا، ربما على أساس الإشارة في أخبار الأيام الثاني 35:25 إلى نبي يؤلف رثاءًا على وفاة الملك يوشيا، لكن لا توجد إشارة إلى يوشيا في الكتاب ولا يوجد سبب لربط تأليفه بإرميا. اللغة تناسب فترة المنفى البابلي (586-520 قبل الميلاد)، وربما نشأت القصائد من اليهود الذين بقوا في أرضهم. ينقسم العلماء حول ما إذا كان السفر عمل مؤلف واحد أو مؤلفين متعددين. أحد الدلائل التي تشير إلى مؤلفين متعددين هو أن جنس وحالة الراوي يتغيران - السرد أنثوي في الرثاء الأول والثاني، ومذكر في الثالث، في حين أن الرابع والخامس هما تقارير شهود عيان عن تدمير القدس، وعلى الجانب الآخر، فإن أوجه التشابه بين الأسلوب والمفردات والنظرة اللاهوتية، وكذلك البيئة التاريخية الموحدة، هي حجج لكون السفر لمؤلف واحد.